# Гроб незнаног јунака (Москва)
Гроб незнаног јунака (рус. Могила Неизвестного Солдата) је споменик посвећен палим совјетским војницима у Великом отаџбинском рату. Налази се у кремаљским зидинама код Александрове баште у Москви.
Пројектанти гробнице били су архитекте Д. И. Бурдин, В. А. Климов, Ј. Р. Рабајев и вајар Николај Томски. Споменим је изграђен од црвеног гранита, а на њему се налази бронзана скулптура ловоровог венца и војничке кациге, положене на заставу.
Остаци бораца палих у бици за Москву 1941. године, првобитно су били сахрањени у масовну гробницу 41 километар од Лењинградског ауто-пута, код града Зеленограда. Децембра 1966, у част 25. годишњице битке, остаци војника премештени су у Кремаљске зидине. Споменик је свечано отворен 8. маја 1967. године. 
Испред споменика налази се пламеник у облику петокраке звезде, где гори вечна ватра. Бакља са којом је запаљена вечна ватра на споменику била је пренета са вечне ватре у Лењинграду. Испред вечне ватре стоји натпис „Твоје име је непознато, твоје дело је бесмртно“ (рус. Имя твое неизвестно, подвиг твой бессмертен).
Лево од гроба налази се гранитни зид са натписом „1941 – онима који су пали за отаџбину – 1945“. Десно од гроба простире се алеја са тамноцрвеним блоковима од порфира у којима се налази земља из совјетских градова-хероја, Лењинграда, Кијева, Стаљинграда, Одесе, Севастопоља, Минска, Керча, Новоросијска, Туле и Бреста, Мурманска и Смоленска. Године 2004, име „Стаљинград“ промењено је у „Волгоград“.
Године 1997, федералним законом је одређено да уз гроб буде присутна почасна стража која је пре тога чувала Лењинов маузолеј.

## Галерија
- Председник Дмитриј Медведев код вечне ватре
- Смена почасне страже